# German Juniors 1991
Das German Juniors 1991 im Badminton fand vom 15. bis zum 17. März 1991 in der Sporthalle an der Berufsschule in Bottrop statt. Bottrop war erstmals Ausrichter der Titelkämpfe. Es war die achte Austragung des bedeutendsten internationalen Juniorenwettbewerbs in Deutschland. Veranstalter war der Deutsche Badminton-Verband.

## Sieger und Platzierte
| Disziplin    | Gold                             | Silber                             | Bronze                             |
| ------------ | -------------------------------- | ---------------------------------- | ---------------------------------- |
| Herreneinzel | C. Arief                         | Hendra Wijaya                      | Valeriy Strelcov                   |
| Herreneinzel | C. Arief                         | Hendra Wijaya                      | Oliver Pongratz                    |
| Dameneinzel  | Yuni Kartika                     | Meiluawati                         | Cindana Hartono                    |
| Dameneinzel  | Yuni Kartika                     | Meiluawati                         | Christin                           |
| Herrendoppel | Hadi Sugianto Amon Santoso       | Valeriy Strelcov Michail Mizin     | Oliver Pongratz Björn Siegemund    |
| Herrendoppel | Hadi Sugianto Amon Santoso       | Valeriy Strelcov Michail Mizin     | Kenneth Erichsen Ruud Kuijten      |
| Damendoppel  | Zelin Resiana The Ai Ling        | Saule Kustavletova Irina Yakusheva | Anke Bochow Annette Hilt           |
| Damendoppel  | Zelin Resiana The Ai Ling        | Saule Kustavletova Irina Yakusheva | Carola Kropp Viola Rathgeber       |
| Mixed        | Valeriy Strelcov Irina Yakusheva | Michail Mizin Saule Kustavletova   | Piotr Mazur Sylwia Rutkiewicz      |
| Mixed        | Valeriy Strelcov Irina Yakusheva | Michail Mizin Saule Kustavletova   | Björn Siegemund Martina Finkenberg |